# Berniniella azerbeidjanica
Berniniella azerbeidjanica är en kvalsterart som först beskrevs av Kulijev 1962.  Berniniella azerbeidjanica ingår i släktet Berniniella och familjen Oppiidae. Inga underarter finns listade.